# Sirion

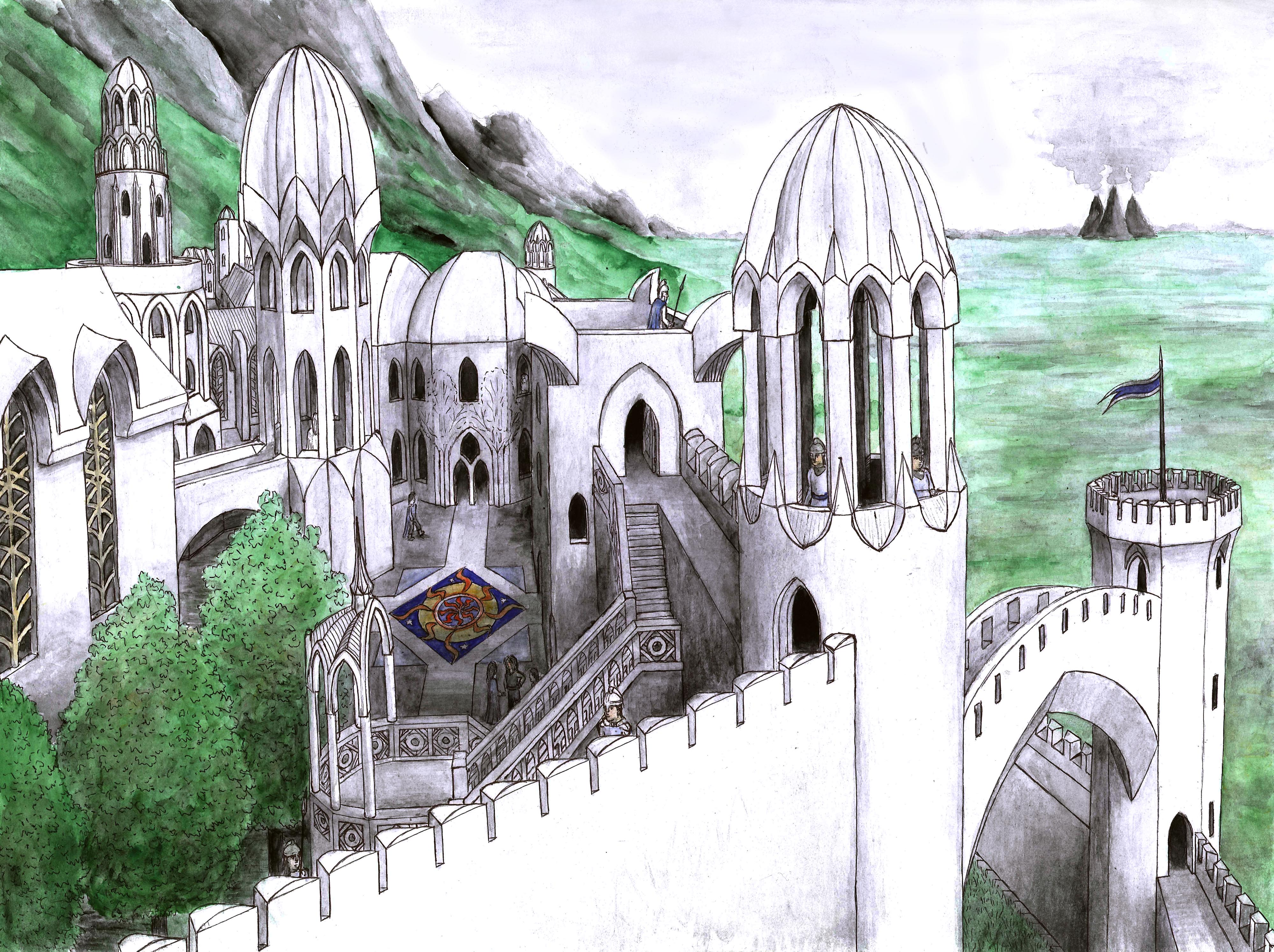
Barad Eithel met op de achtergrond links de Ered Wethrin, rechts Ard-galen en de Thangorodrim.

De Sirion is een fictieve rivier uit J.R.R. Tolkiens Fantasy-boek de Silmarillion. De Sirion, bijgenaamd De Grote Rivier, stroomde van het noorden van het werelddeel Beleriand naar het zuiden.

## Eithel Sirion
De Eithel Sirion (Nederlands: Bronnen van de Sirion), ten oosten van de Ered Wethrin, waar de Sirion ontsprong, was de plek waar Fingolfin, de Hoge Koning van de Noldor de Barad Eithel (Nederlands: Toren van de bronnen) gebouwd had. Na de Dagor Bragollach was de Barad Eithel een van de noordelijkste nog overgebleven forten die niet door de orks van Morgoth waren overrompeld tot de Nirnaeth Arnoediad, toen ook de laatste noordelijke streken voor de Elfen en hun bondgenoten verloren waren gegaan.

## Serech
De Sirion stroomt vanaf de bronnen naar het zuiden, om dan iets af te buigen naar het oosten. Nabij de zuidelijkste uitlopen van de Ered Wethrin stroomt vanuit het oosten de rivier de Rivil, die daar ontspringt in Dorthonion, in de Sirion bij de Moerassen van Serech. Zowel in de Dagor-nuin-Giliath, de Dagor Bragollach en de Nirnaeth Arnoediad speelde dit moerasgebied een belangrijke rol in de vijandelijkheden, omdat het een strategische plaats is tussen de Ard-galen en de nauwe vallei tussen de Ered Wethrin en de Echoriath. Vanaf de moerassen buigt de rivier van het oosten af en stroomt naar lichtelijk naar het zuidwesten.

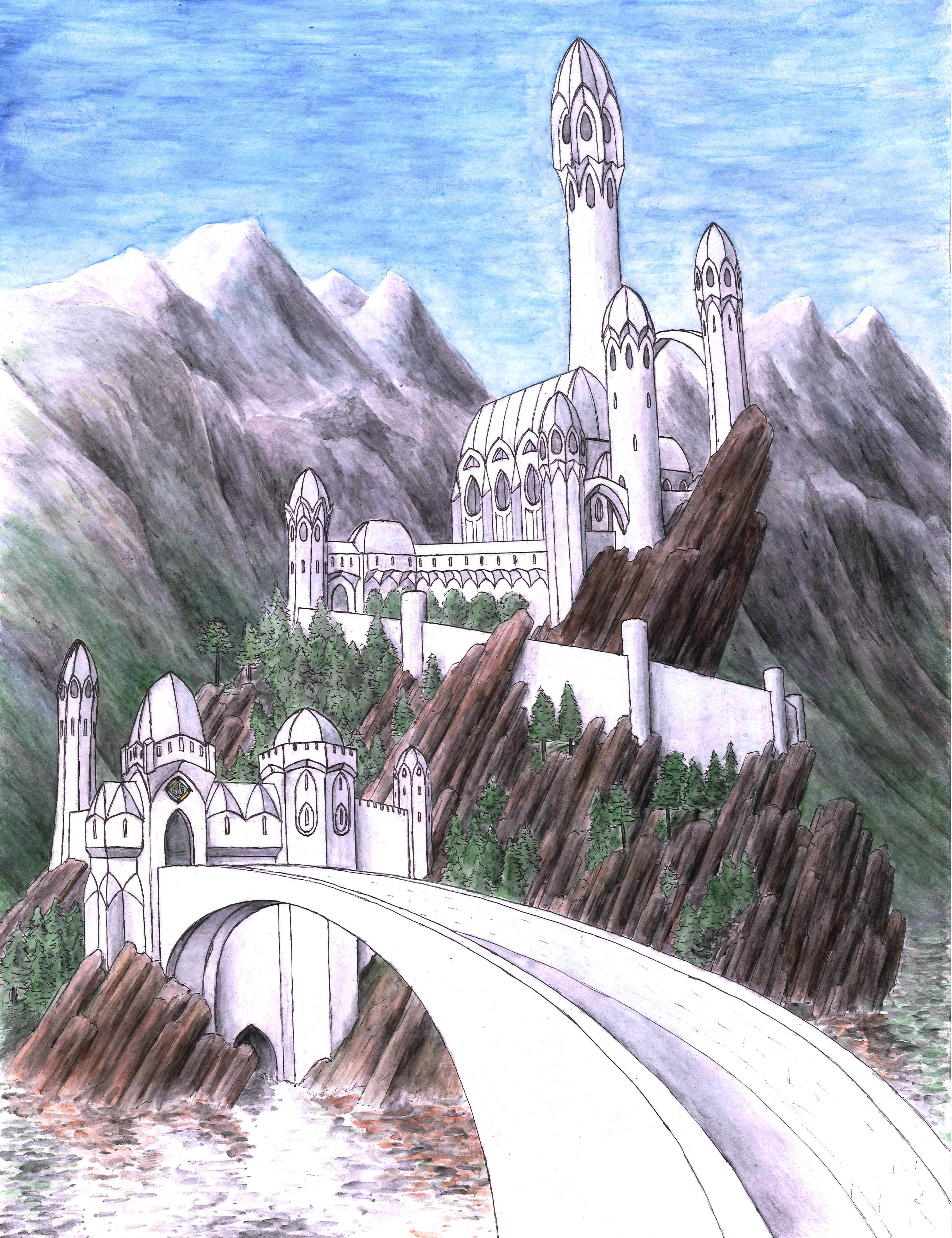
Minas Tirith op het eiland Tol Sirion.

## Tol Sirion
Het eiland Tol Sirion was een eiland ongeveer halverwege de vallei van de Sirion. Op het eiland stond de toren Minas-Tirith (niet te verwarren met de latere hoofdstad van Gondor), een wachttoren van de Noldor. De toren was gebouwd door Finrod Felagund om de orks uit Angband in het noorden tegen te houden. Lang hield de toren stand tegen de orklegers die na de derde slag van Beleriand het land via de pas van de Sirion binnen wilden trekken Beleriand aan te vallen.
Maar Sauron kwam, en nam de toren stormenderhand in op haar verdedigers. Sindsdien heette het eiland Tol-in-Gaurhoth, het eiland van de weerwolven, want Sauron maakte van de Minas-Tirith een wachttoren voor Morgoth, om Angband te bewaken. Niemand kon door dat dal trekken zonder door Sauron te worden gezien, behalve Beren Erchamion en Lúthien.

## Noordelijk Beleriand
Vanaf Tol Sirion stroomt de Sirion verder door de vallei. Voorbij de vallei buigt de rivier weer af naar het oosten, stroomt ten oosten van het woud Brethil en ten westen van Dimbar en Doriath. Verschillende andere rivieren in Beleriand komen samen met de Sirion: de Mindeb, de Teiglin, de Esgalduin en de Aros voordat de rivier het betoverde moeras Aelin-uial bereikt.

## Aelin-uial
De Aelin-uial (Nederlands: Schemermeren) lagen net ten zuiden van waar de Aros in de Sirion stroomt. De Aelin-Uial wordt gekenmerkt door meren en moerasland en lag ietwat ten zuiden van Doriath, het rijk van Thingol en Melian. De Gordel van Melian reikte tot aan de randen van het gebied en Ulmo's macht was duidelijk in de wateren.
Zowel Turgon als Finrod werden hier door deze Valar benaderd om hun geheime vestingen, respectievelijk Gondolin en Nargothrond, te bouwen. Later zou Húrin, met de Nauglamír op zak, hier gevonden worden door de Elfen van Doriath nadat hij in de ruïnes van Nargothrond Mîm had gedood.

## Zuidelijk Beleriand
Nog verder naar het zuiden lag de Andram, waar de Sirion met donderend geraas de diepte in dook. De rivier stroomde onder de Andram ondergronds en kwam de rivier onder de bergen uit bij de Poorten van de Sirion en stroomt verder naar het zuiden tot aan de Nan-tathren, waar de Narog vanuit het westen in de Sirion uitmondt. Dit gebied was bekend om zijn wilgenbossen en bloemenvelden van uitzonderlijke schoonheid. Het gebied speelde geen belangrijke rol, behalve als rustplaats van vluchtelingen die naar de mondingen van de Sirion trokken toen hun steden verwoest werden.

## Ethir Sirion
Uiteindelijk stroomde de rivier bij de Ethir Sirion (Nederlands: Mondingen van de Sirion) bij de Baai van Balar in de zee. Aan het einde van de Eerste Era, voor de Oorlog van Gramschap, waren de Havens van de Sirion, die bij de mondingen lagen, de laatste vluchtplaats van vele elfen en mensen die andere gebieden van Beleriand waren ontvlucht.